# Hror
Le hror est un mélange de plusieurs épices, d'arôme fort et piquant, utilisé dans la cuisine algérienne pour relever le goût de certaines préparations  comme la chtitha, le couscous ou la tamina, etc..
Le hror est composé de sept à huit épices dont le poivre, la cannelle, le clou de girofle, la coriandre, la noix de muscade, le cubèbe, le gingembre et la cardamome,.